# Nguyễn Bá Quýnh
Nguyễn Bá Quýnh Thiếu uý, tước Nguyên quận công, là người bị Trịnh Kiểm gọi về (1569) để Nguyễn Hoàng vào thế khi ông làm Tổng Trấn Thuận Hóa Quảng Nam.

## Tiểu sử

Bản đồ Việt Nam thể hiện công cuộc mở rộng phía Nam, Việt Nam cai trị các vùng màu xanh lục đậm, xanh lục và xanh lam

Nguyễn Bá Quýnh (阮伯炯) thiếu úy,tước Nguyên quận công, Là người bị Trinh Kiểm gọi về (1569) để Nguyễn Hoàng vào thế khi Ông làm Tổng Trấn Thuận Hóa Quảng Nam. Nguyễn Bá Quýnh là cháu đời thứ năm của công thần khai quốc Thái Sư Đại vương Nguyễn Xí, Nguyên quận công Nguyễn Bá Quýnh đang làm tướng giữ trấn thủ thuận hóa thì tổng trấn Bùi Tá Hán mất vua Lê điều Tổng binh là Nguyễn Bá Quýnh lên làm Tổng trấn trấn thủ Thuận Hóa.

## Trấn thủ Thuận Hóa-Quảng Nam
Năm 1545, Nguyễn Bá Quýnh Đang Làm Tổng Binh Trấn thủ Quảng Nam thì Vua lê Trang Tông phong Lượng quốc công Trịnh Kiểm, chồng của Nguyễn Thị Ngọc Bảo (chị ruột Nguyễn Hoàng) làm Thái sư. Họa vô đơn chí trong cùng một năm, trước là cha bị đầu độc chết, giờ là anh bị giết chết. Người anh cả của Nguyễn Hoàng là Tả tướng Lãng quận công Nguyễn Uông bị Thái sư Lượng quốc công Trịnh Kiểm giết chết. Hơn nữa, vì mới được chiến công cao, công danh cao, được phong làm Đoan quận công, Nguyễn Hoàng còn bị lộ ra như cái gai trước mắt những kẻ hay ganh tị, nhất là nếu kẻ này là Thái sư Trịnh Kiểm.
Nhận thấy sự nguy hiểm này, nên Nguyễn Hoàng cáo bệnh, cốt giữ mình kín đáo hơn để Trịnh Kiểm khỏi nghi ngờ. Sau khi bàn mưu với cậu là Nguyễn Ư Dĩ, Nguyễn Hoàng ngầm sai sứ giả tới hỏi Trạng Trình. Nguyễn Bỉnh Khiêm, người làng Trung Am, xứ Hải Dương, đỗ Trạng nguyên triều Mạc, làm đến chức Thái bảo về trí sĩ, lúc đó đã có tiếng giỏi nghề thuật số. Trạng Trình Nguyễn Bỉnh Khiêm nhìn cái núi non bộ ở trước sân mà ngâm lớn rằng: Hoành sơn nhất đái, vạn đại dung thân, nghĩa là: Một dải núi ngang có thể dung thân muôn đời được. Khi sứ giả về thuật lại câu ấy, Nguyễn Hoàng hiểu ý ngay.
Ông nhờ Ngọc Bảo xin Trịnh Kiểm cho vào trấn thủ ở Thuận Hoá (khu vực từ Quảng Bình đến Thừa Thiên-Huế ngày nay). Vùng đất Thuận Hóa bấy giờ mới được dẹp yên; Nhà Lê đã đặt Tam ty, phủ huyện để cai trị, nhưng lòng dân vẫn chưa yên; Trịnh Kiểm vẫn còn băng khoăn về vùng đất này. Nhưng nhận thấy Thuận Hóa là nơi xa xôi, đất đai cằn cỗi nên Trịnh Kiểm đã đồng ý, lên tâu vua Lê Anh Tông nên cho Nguyễn Hoàng vào trấn thủ đất đó (1558). Vua Lê nghe theo và trao cho trấn tiết , phàm mọi việc đều ủy thác, chỉ cần mỗi năm nộp thuế là đủ.
Theo Lịch sử vương quốc Đàng Ngoài, Trịnh Kiểm e sợ Nguyễn Hoàng mỗi ngày càng lớn, có lòng khoan hậu và chí lớn nên tìm cách ám hại. Bà Ngọc Bảo biết được, muốn cứu mạng em và cứu chồng khỏi tội sát nhân; bà khuyên chồng với lý do cho em trai ra trận và giữ vững vùng đất Thuận Quảng mới chiếm, Trịnh Kiểm đồng ý.
Năm 1558, Nguyễn Hoàng và gia quyến cùng các tướng Nguyễn Ư Dĩ, Mạc Cảnh Huống, Văn Nham, Thạch Xuyên, Tường Lộc, Thường Trung, Vũ Thì Trung, Vũ Thì An và hàng nghìn đồng hương thân tín Thanh - Nghệ đi vào Thuận Hóa. Khi đến nơi, đoàn thuyền đã đi vào cửa Việt Yên (nay là Cửa Việt), đóng trại tại Gò Phù Sa, xã Ái Tử, huyện Vũ Xương (nay là huyện Triệu Phong, tỉnh Quảng Trị) và đã chọn nơi này để lập Thủ Phủ gọi là dinh Ái Tử. Lưu Thủ Thuận Hóa Tống Phước Trị (quê ở Tống Sơn, Thanh Hóa) đã dâng nộp bản đổ, sổ sách trong xứ cho Đoan Quận Công Nguyễn Hoàng, và theo phò tá ông.
Mùa đông năm 1560, Nguyễn Hoàng cho đặt đồn cửa biển giữ miền duyên hải, do bấy giờ quân Mạc thường theo đường biến vào cướp Thanh Nghệ nên phải đề phòng. Tháng 3 năm 1568, trấn thủ Quảng Nam là Trấn quận công Bùi Tá Hán mất. Thượng tướng Thái quốc công Trịnh Kiểm lấy Nguyên quận công Nguyễn Bá Quýnh làm tổng binh thay giữ đất ấy. Năm 1569, Nguyễn Hoàng ra Thanh Hóa yết kiến Lê Anh Tông, nộp quân lương giúp Nam triều đánh nhà Mạc, rồi đến phủ Thượng tướng lạy mừng Trịnh Kiểm. Trịnh Kiểm hài lòng, phong cho ông trấn thủ luôn đất Quảng Nam, thay cho Nguyễn Bá Quýnh. Nguyễn Hoàng làm Tổng Trấn Tướng Quân kiêm quản cả Xứ Quảng Nam và Xứ Thuận Hóa. Lệ mỗi năm phải nộp thuế là 400 cân bạc, 500 tấm lụa.
Tháng 1 năm 1570, Nguyễn Hoàng từ Tây Đô về, dời dinh về làng Trà Bát, nằm gần Ái Tử, chếch về phía đông bắc (nay là hai làng Trà Liên Đông, Trà Liên Tây, xã Triệu Giang, huyện Triệu Phong). Gọi là Dinh Trà Bát.
Về hành chính, Thuận Hóa có 2 phủ, 9 huyện, 3 châu. 
Phủ Tiên Bình lĩnh 3 huyện: Khang Lộc, Lệ Thủy, Minh Linh; 1 châu: Bố Chánh.
Phủ Triệu Phong lĩnh 6 huyện: Vũ Xương, Hải Lăng, Quảng Điền, Hương Trà, Phú Vang, Điện Bàn; 2 châu: Thuận Bình, Sa Bồn.
Quảng Nam có 3 phủ, 9 huyện.
Phủ Thăng Hoa lĩnh 3 huyện: Lê Giang, Hà Đông, Hy Giang.
Phủ Hoài Nhân lĩnh 3 huyện: Bồng Sơn, Phù Ly, Tuy Viễn.
Phủ Tư Nghĩa lĩnh 3 huyện: Bình Sơn, Mộ Hoa, Nghĩa Giang.
Tổng Trấn thuận hóa Nguyễn Bá Quýnh được Trịnh Kiểm điều về Nghệ An lam quan trấn thủ Nghệ An ông để lại con trai Nguyễn Bá Tống
, Nguyễn Bá Tuấn, Nguyễn Bá Nhung
Con gái Nguyễn Ngọc Dung ở lại theo Nguyễn Hoàng Trấn thủ Thuận Hóa Quảng Nam.

## Trấn Thủ Nghệ An
Nguyễn Bá Quýnh Đang làm quan trấn thủ Thành Nghệ An thì Nhà Mạc giao tranh với Lê-Trịnh, Mạc Mậu Hợp sai Mạc Kính Điển đem thủy quân tấn công Nghệ An. Trấn thủ Nghệ An là Nguyễn Bá Quýnh nghe tin rút chạy tới nơi an toàn.
Nguyễn Hoàng kỷ luật rõ ràng, phòng giữ nghiêm ngặt, do đó quân nhà Mạc không dám phạm vào bờ cõi, nên riêng hai xứ Thuận Quảng được yên ổn.
Năm 1571, Tham đốc Mỹ Lương, thự vệ Văn Lan và Nghĩa Sơn định đánh úp Nguyễn Hoàng ở dinh Vũ Xương. Mỹ Lương sai Văn Lang và Nghĩa Sơn đem quân phục ở huyện Minh Linh rồi tự mình dẫn quân lẻn theo đường núi đến chỗ Cầu Ngói ở Hải Lăng mai phục, định ngày giáp đánh. Nguyễn Hoàng biết được tin ấy liền sai phó tướng Trương Trà đánh Nghĩa Sơn, và tự đem quân ngầm đến Cầu Ngói đánh úp Mỹ Lương và đốt trại. Mỹ Lương trốn chạy, bị đuổi chém được. Trà tiến quân đến xã Phúc Thị, đánh nhau với quân nổi loạn, bị Nghĩa Sơn bắn chết. Vợ Trà là Trần Thị nghe tin nổi giận, mặc quần áo đàn ông thúc quân đánh, bắn chết Nghĩa Sơn tại trận. Quân Văn lang thua, trốn về với Chúa Trịnh. Chúa đem quân về. Phong Trần thị làm quận phu nhân.
Năm 1572, nhân lúc Trịnh Kiểm mới mất, con là Trịnh Cối và Trịnh Tùng đánh nhau, nhà Mạc sai đem tướng Lập Bạo đem 60 chiến thuyền đánh vào Thuận Hóa, đổ bộ lên làng Hồ Xá và ở làng Lạng Uyển (thuộc huyện Minh-linh) để tấn công phủ, dân ở Thuận Quảng nhiều người hàng. Ông mới sai một người con gái đẹp là Ngô thị giả làm cách đưa vàng bạc sang nói với Lập Bạo xin cầu hòa. Lập Bạo đồng ý giảng hòa, chỉ mang vài chục tùy tùng đến một ngôi đền tranh ở bờ sông ở đất Qua Qua để dự thề, Nguyễn Hoàng sai phục binh giết đi, và đánh tan quân nhà Mạc, từ đó nhà Mạc không dám nhòm ngó đất Thuận Quảng nữa.. Quân Mạc đem nhau đầu hàng, Nguyễn Hoàng cho những binh lính đầu hàng ở đất Cồn Tiên, đặt làm 36 phường.
Tháng 3 năm 1586, vua Lê sai Hiến sát sứ Nguyễn Tạo đến xứ Thuận Quảng làm sổ kê khai ruộng đất cày cấy đề thu thuế. Tạo để cho các phủ huyện tự làm sổ, không đi khám đo đạc, làm sổ xong rồi đem về.
Sau khi quân mạc rút quân khỏi Nghệ An thì tổng trấn Nguyễn Bá Quýnh cho quân chiếm lại thành Nghệ An và trấn thủ thành Nghệ An cho đến cuối đời.

## Gia đình
- Cha: Nguyễn Bá Ký.
- Các anh em, dâu rể:
  - Nguyễn Bá Kỳ cũng là bậc đại khoa có danh tiếng đương thời, đỗ đồng tiến sĩ năm 1463.
  - Nguyễn Bá Cương
- Con cái:
  - Nguyễn Bá Tống
  - Nguyễn Bá Tuấn (Bá Hiệu)
  - Nguyễn Bá Nhung
  - Nguyễn Ngọc Dung [liên kết hỏng]